# Antachara
Antachara is een geslacht van vlinders van de familie Uilen (Noctuidae), uit de onderfamilie Acronictinae.

## Soorten
- Antachara denterna Guenée, 1852
- Antachara diminuta Guenée, 1852
- Antachara ecuadoriensis Thöny, 1999
- Antachara goergeni Thöny, 1999
- Antachara mexicana Hampson, 1909
- Antachara peruensis Thöny, 1999
- Antachara romfeldi Thöny, 1999
- Antachara thomasi Thöny, 1999